# Navarino (Grecia)
Navarino (in greco Πύλος?, Pylos) è un ex comune della Grecia nella regione del Peloponneso di 5 402 abitanti secondo i dati del censimento 2001.
È stato soppresso a seguito della riforma amministrativa detta Programma Callicrate in vigore dal gennaio 2011 ed è ora compreso nel comune di Pylos-Nestoras.
È storicamente noto per essere stata teatro di due battaglie navali e di un assedio: la battaglia di Pylos (425 a.C.), durante la guerra del Peloponneso, l'assedio di Navarino, come parte della Guerra di Cipro e la battaglia di Navarino (1827), episodio della guerra d'indipendenza greca.

## Geografia fisica

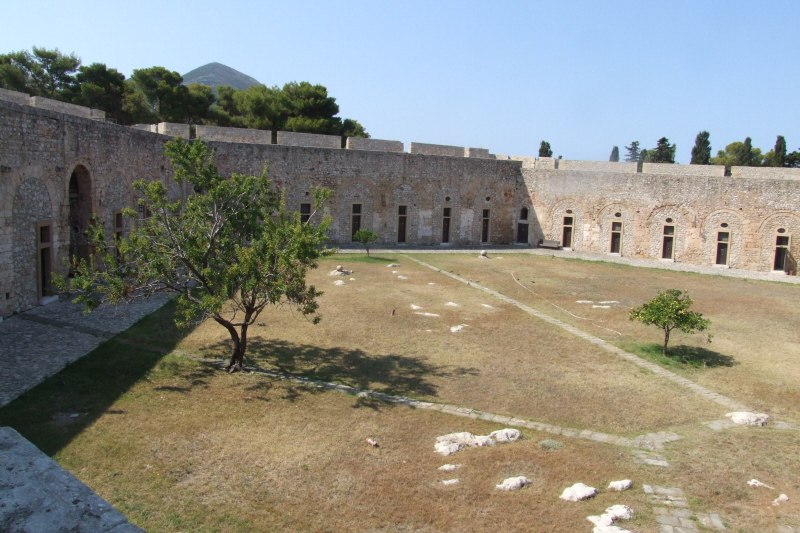
La fortezza

Navarino è situata nella penisola della Messenia e dà il nome alla baia di Navarino, chiusa dall'isola di Sfagia (Sfakteria).

## Storia

### Medioevo ed età moderna
Nel medioevo la città era chiamata Avarino (Αβαρίνος). Tale toponimo potrebbe derivare da una presenza di Avari oppure potrebbe avere una radice slava. Divenuta possedimento della Repubblica di Venezia, fu chiamata Navarino (con l'incorporazione per rianalisi della ν dell'articolo τον) oppure Zonklon. Nel 1500 la città fu strappata ai veneziani dagli ottomani, che la tennero fino al 1821, salvo un periodo (1686-1715) in cui Venezia se ne reimpossessò. In epoca ottomana Navarino fu chiamata Anavarin oppure, localmente, Neokastron ("nuovo castello" in greco).
Fu individuata per la prima volta come area del Palazzo di Nestore (in località Paleocastro, Navarino vecchio o Zonchio) nel 1829, dalla Expédition scientifique de Morée. 
Altri nomi storicamente riportati per la città e il suo castello sono Avarmus, Abarinus, Albarinos, Albaxinus, Avarinos, Coryphasium, Iverin, Nelea, Port de Jonc, Porto Giunco e Zunchio.